# فريدريك ماير (كاتب)
فريدريك ماير (بالألمانية: Frederick Mayer) هو كاتب وفيلسوف ومؤلف ألماني، ولد في 1921 في فرانكفورت في ألمانيا، وتوفي في 26 يونيو 2006 في فيينا في النمسا.